# Aichen
Aichen è un comune tedesco di 1 163 abitanti, situato nel land della Baviera.